# Strategia skimming
Strategia skimming, "spijania śmietanki" (en. creaming) lub też prestiżowa (en. prestige strategy) – marketingowa strategia cenowa. Polega ona na zebraniu w krótkim czasie maksymalnych zysków, dzięki ustaleniu możliwie najwyższej ceny na nowe produkty oferowane nabywcy, dla których wysoka cena nie stanowi bariery zakupu. Potem następuje stopniowe obniżanie ceny produktu.
U podstaw tej strategii leży założenie, że na rynku istnieje segment nabywców, którzy skłonni są płacić wysokie ceny, kierując się silną potrzebą posiadania dóbr, które wyróżniają ich spośród innych grup nabywców. Nabywcy ci mają wysokie dochody i przy podejmowaniu decyzji o kupnie wyrobu kierują się kryterium nowości czy innowacyjności i traktują ten wyrób jako symbol luksusu i wysokiego prestiżu. Oni to właśnie tworzą swoistą "śmietankę", którą firma może ściągnąć jeśli zapewni swojemu wyrobowi wysoką jakość (użyteczność, korespondującą ze stylem życia, który ci nabywcy preferują).
Przyjęcie tej strategii ma sens wówczas, jeśli firma posiada bardzo silną markę, produkuje wyroby, uznane za prestiżowe, gdy wejście konkurencji na rynek jest utrudnione, segment rynku jest w miarę stabilny, a do tego jeszcze firma wytwarza tańsze wersje danego produktu.
Strategię skimming stosuje się głównie na rynku wysokich technologii, aby przedłużyć zainteresowanie produktem w momencie wejścia na rynek jego nowszej wersji. Dzięki temu producent bez obniżania ceny starszego produktu jest w stanie zahamować spadek popytu dzięki korzystnej relacji cenowej w stosunku do jego następcy.
Zagrożeniem dla strategii jest przyciągniecie na rynek konkurencji lub nieznalezienie nabywców.